# Gamma (statistik)
 For alternative betydninger, se Gamma. (Se også artikler, som begynder med Gamma)
Gamma er inden for statistik et sammenhængsmål, der benyttes i forbindelse med ordinalskaladata. Gamma måler styrken af sammenhæng samt retning på cross tabs.
Formelt vil eksempelvis en Gamma på 0,54 betyde, at det at kende den uafhængige variabel reducerer fejlen på at forudsige rangen (ikke værdien) af den afhængige variabel med 54 pct. Rangen henviser til den relative placering af kategorierne, modsat deres absolutte værdi. 
Det er underordnet om kategorierne på variablene eksempelvis er kodet 1,3,7 eller 1,2,3, da dette vil give samme Gamma-værdi, hvorimod Pearson's r påvirkes af de to forskellige kodninger. Den statistiske test, som er tilknyttet Gamma, tester for, om Gamma er forskelligt fra 0.